# Estreito de Naruto

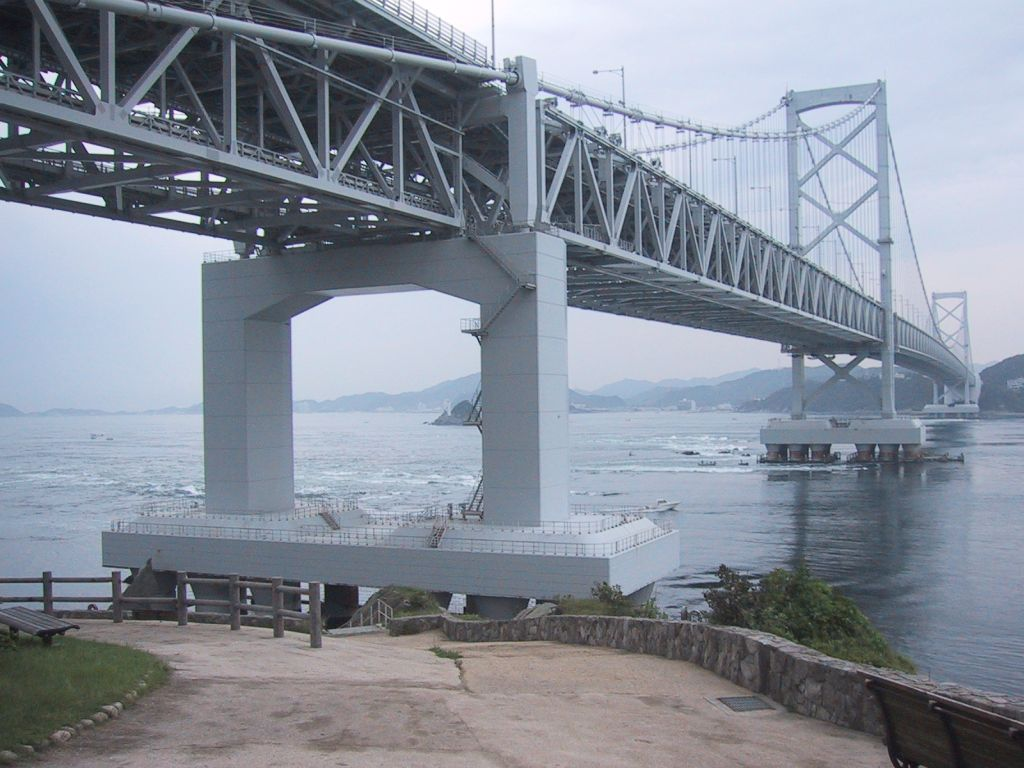
Estreito e a ponte

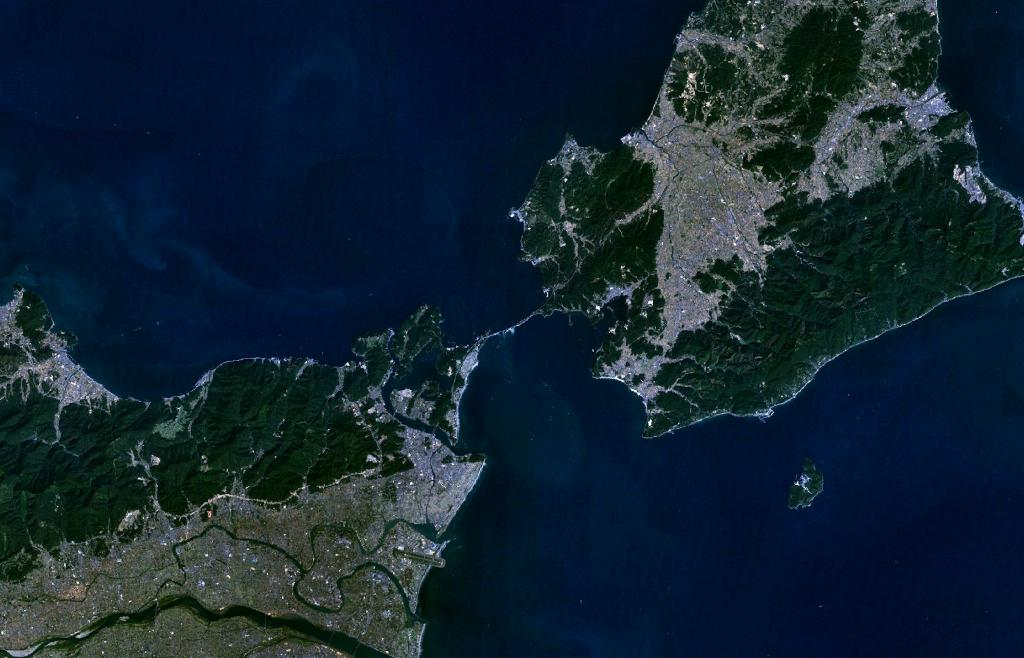
Estreito de Naruto visto do espaço

O Estreito de Naruto (鳴門海峡, Naruto Kaikyō) é um estreito entre as ilhas Awaji e Shikoku, no Japão. Liga Harima, a parte leste do Mar Interior, e o canal Kii.
Uma característica famosa do estreito é o turbilhão de Naruto.